# Podbišće
Podbišće (en serbe cyrillique : Подбишће) est un village du nord-est du Monténégro, dans la municipalité de Mojkovac.

## Démographie

### Évolution historique de la population
| 1948 | 1953 | 1961 | 1971 | 1981 | 1991 | 2003 |
| ---- | ---- | ---- | ---- | ---- | ---- | ---- |
| 311  | 401  | 645  | 673  | 572  | 657  | 671  |

## Personnalités
- Milovan Đilas; homme politique et essayiste.